# باركليز سنتر
باركليز سنتر هي صالة رياضية تقع في حي بروكلين بمدينة نيويورك. الصالة هي الملعب الرسمي لنادي بروكلين نتس الذي يلعب في دوري إن بي أي.